# Biserica de lemn din Rogna

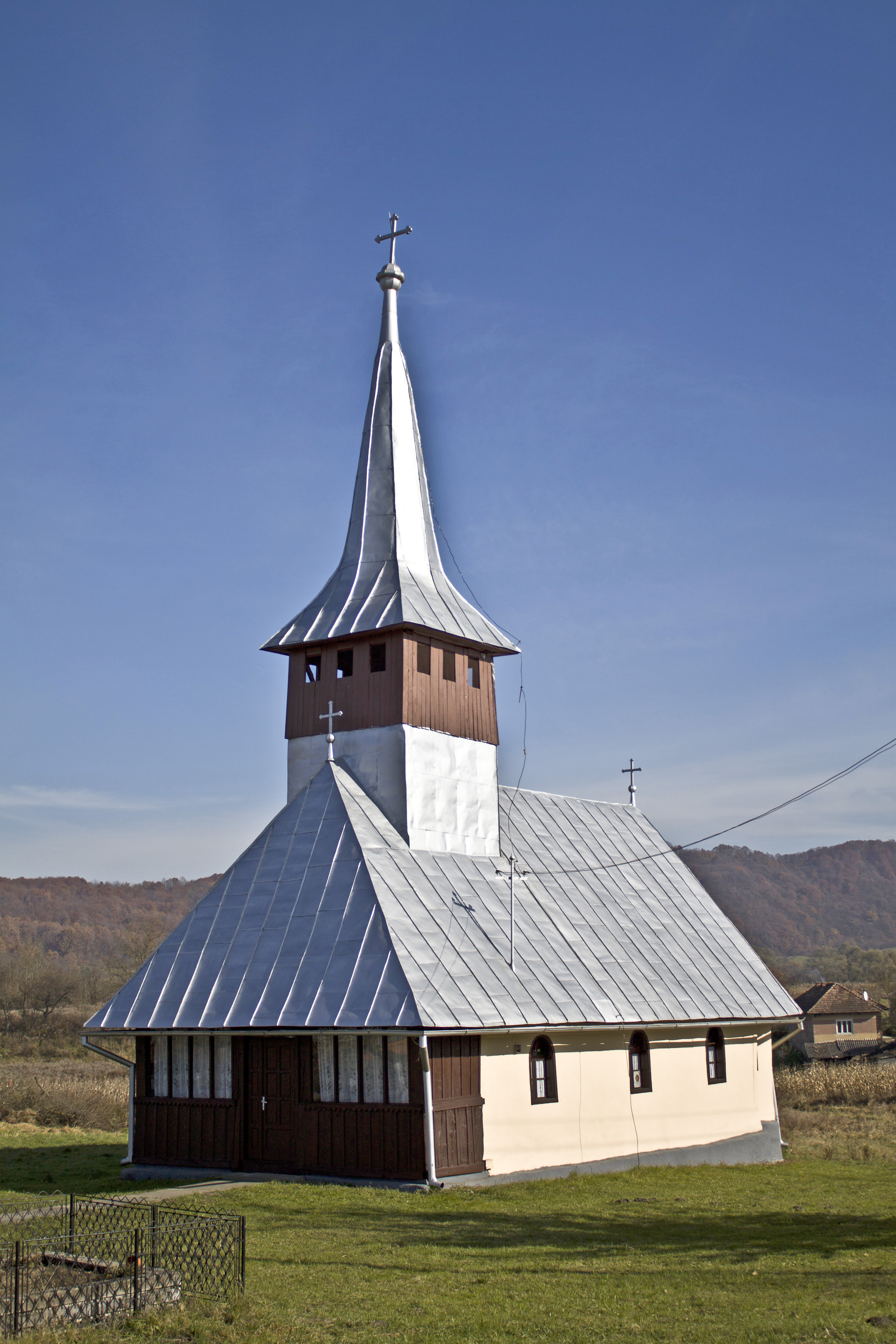
Biserica de lemn din Rogna. Foto: 2010

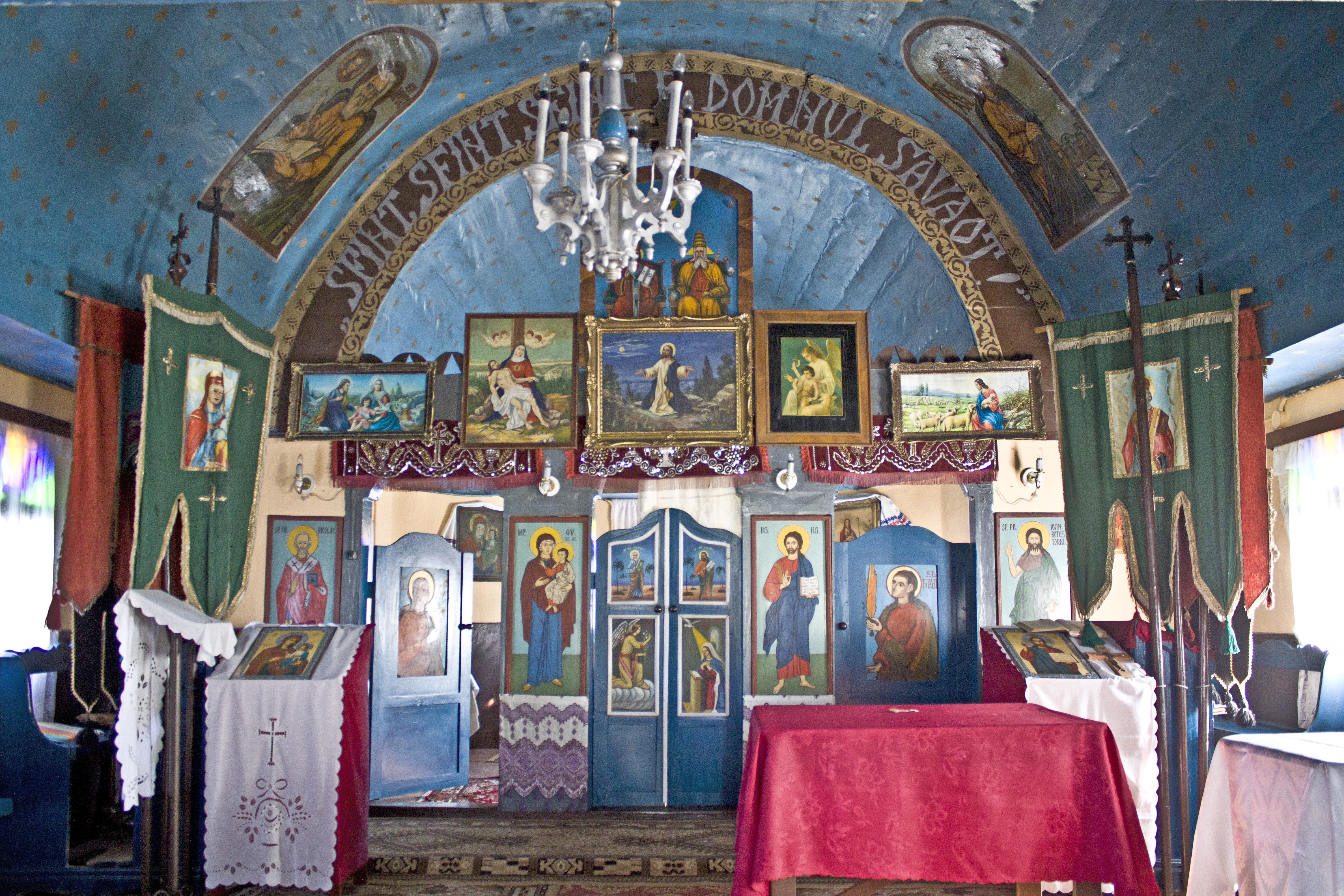
Vedere spre altarul bisericii. Foto: 2010

Biserica de lemn din Rogna se află în localitatea omonimă din comuna Ileanda, județul Sălaj și a fost construită în a doua parte a secolului XIX. Biserica nu se află pe noua listă a monumentelor istorice. Poartă hramul "Sfinții Arhangheli Mihail și Gavriil" și este folosită încă la slujbele religioase. În ultimii trei ani, credincioșii din această comunitate au făcut eforturi pentru repararea bisericii. Strădania lor a fost binecuvântată de către episcopul Sălajului, P.S. Petroniu prin târnosirea bisericii în data de 17 octombrie 2010.

## Istoric
Credincioșii din Rogna sunt atrași spre biserica greco-catolică în urma mișcării de uniație din preajma anului 1700. După o perioadă scurtă de timp, se renunță la uniație, până în anul 1814 când satul adoptă greco-catolicismul. Din anul 1886  comunitatea este organizată ca și filie. În această perioadă este construită și biserica de lemn, șematismele bisericii greco-catolice precizând ca an al edificării bisericii anul 1897. Având în vedere cele două strane aflate în biserică, strane care poartă înscrisuri cu privire la donatorii și meșterul lor, datate în noiembrie 1872, se poate considera că biserica are o vechime mai mare, anul 1897 fiind doar momentul unei refaceri sau renovări ori, stranele au fost păstrate de la o mai veche biserică.
În anul 1929 biserica este din nou renovată, iar în anul 1947, starea ei se considera a fi una "mijlocie".
După anul 1948, se revine la ortodoxie. Numărul credincioșilor din ce în ce mai mic a determinat păstrarea vechii biserici. Nefiind vreun document care să amintească de sfințirea bisericii, negăsindu-se sfinte moaște în piciorul mesei altarului, credincioșii au dotat Sfântul Altar cu cele trebuincioase, au întreprins lucrări de reparație la tencuiala bisericii, au zugravit-o în interior și exterior, acoperișul fiind și el reparat. Tot cu această ocazie, micul pridvor de pe latura de vest a fost închis. Eforturile comunității au fost răsplătite de către P.S. Petroniu, episcopul Sălajului prin sfințirea bisericii, eveniment ce a avut loc în luna octombrie 2010.

## Trăsături
Biserica are pereții tencuiți atât în interior cât și în exterior. De plan dreptunghiular și cu absida altarului decroșată cu cinci laturi, edificiul este acoperit de un acoperiș unitar, străpuns în partea de vest de turnul-clopotniță ce este așezat peste pronaos.  Turnul-clopotniță are foișorul aproape în totalitate acoperit, pe fiecare partea a turnului de plan pătrat existând câte trei orificii de formă dreptunghiulară. Coiful turnului este acoperit cu tablă, la fel ca și acoperișul bisericii.
Intrarea în biserică se face pe latura de vest. Această intrare este adăpostită de către pridvorul care, în urma lucrărilor recente de renovare a fost închis. Intrarea duce în pronaosul bisericii care este tăvănit și este despărțit de naos de un zid despărțitor, plin doar în partea inferioară. Naosul este acoperit de o boltă semicilindrică. Pentru a mării spațiul bisericii, în partea vestică a naosului a fost ridicat un mic balcon. Trecerea din naos în spațiul ce adăpostește altarul se face prin intermediul a trei uși. Altarul este acoperit de o boltă sub forma unui semitrunchi de con închis cu un timpan.

## Imagini

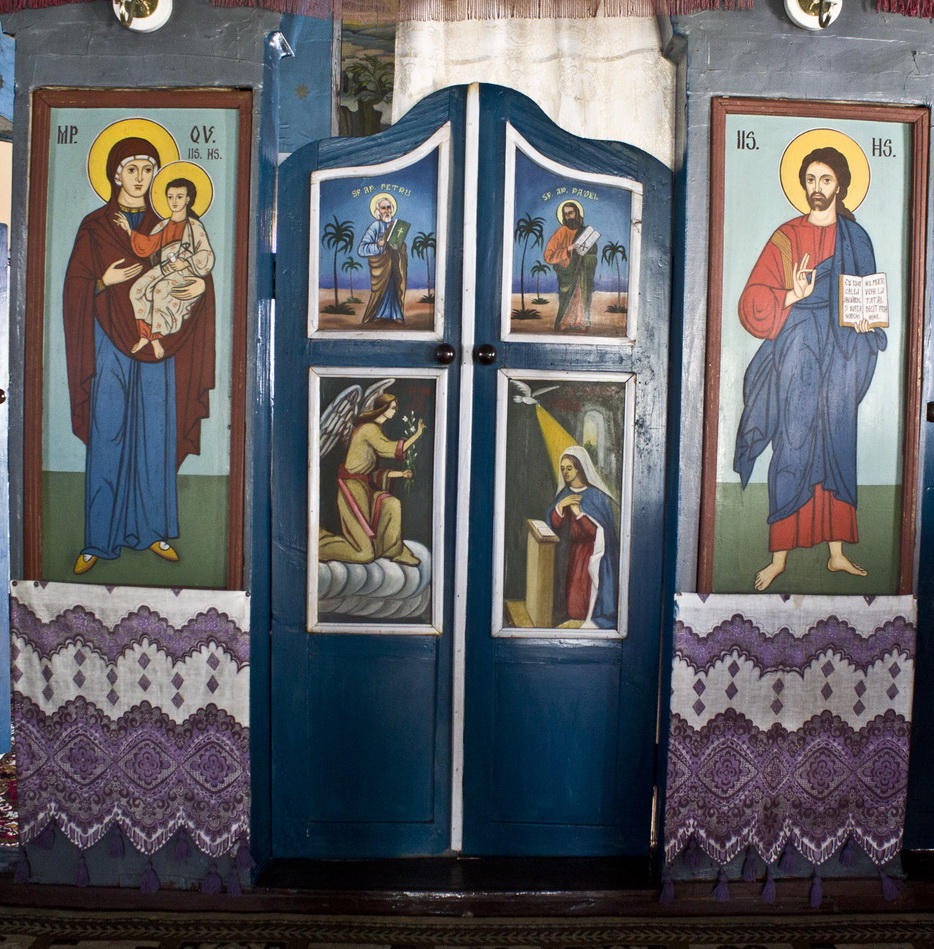
Uşile împărăteşti
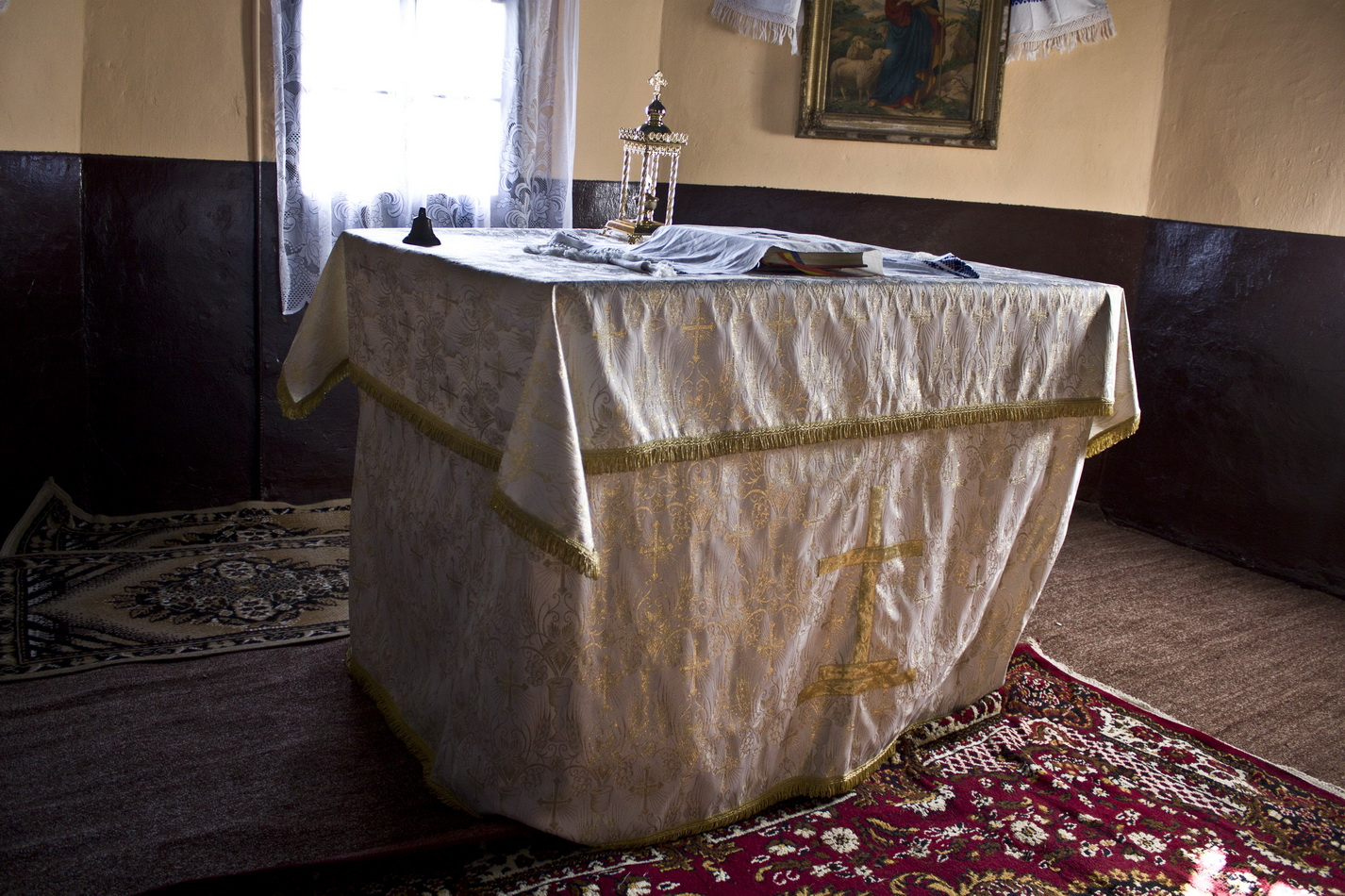
Masa altarului
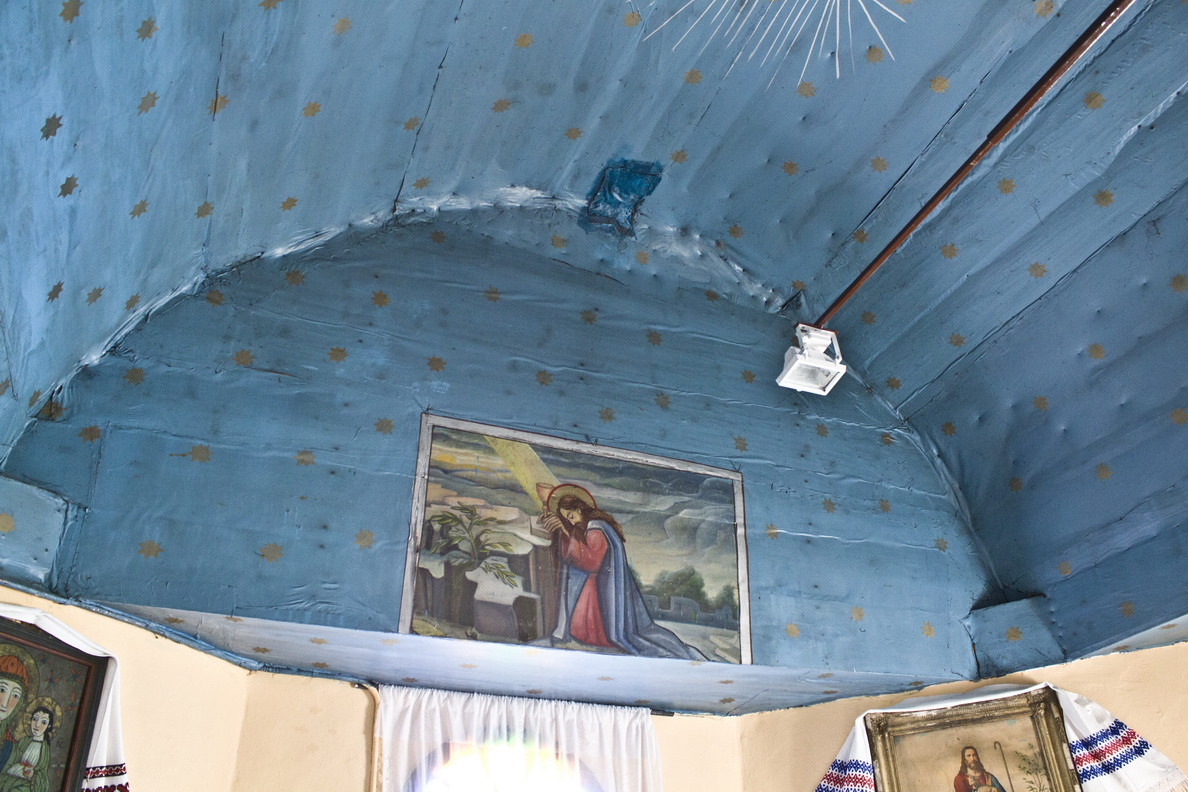
Bolta altarului
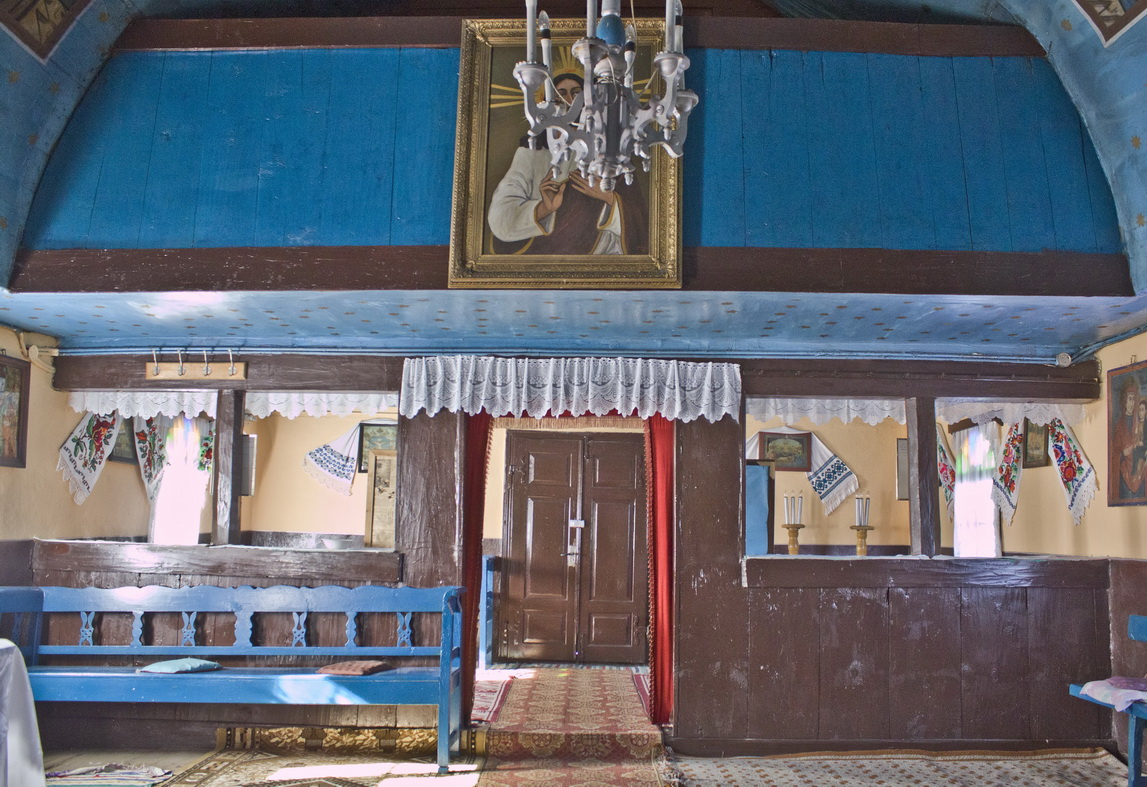
Trecerea din naos spre pronaos
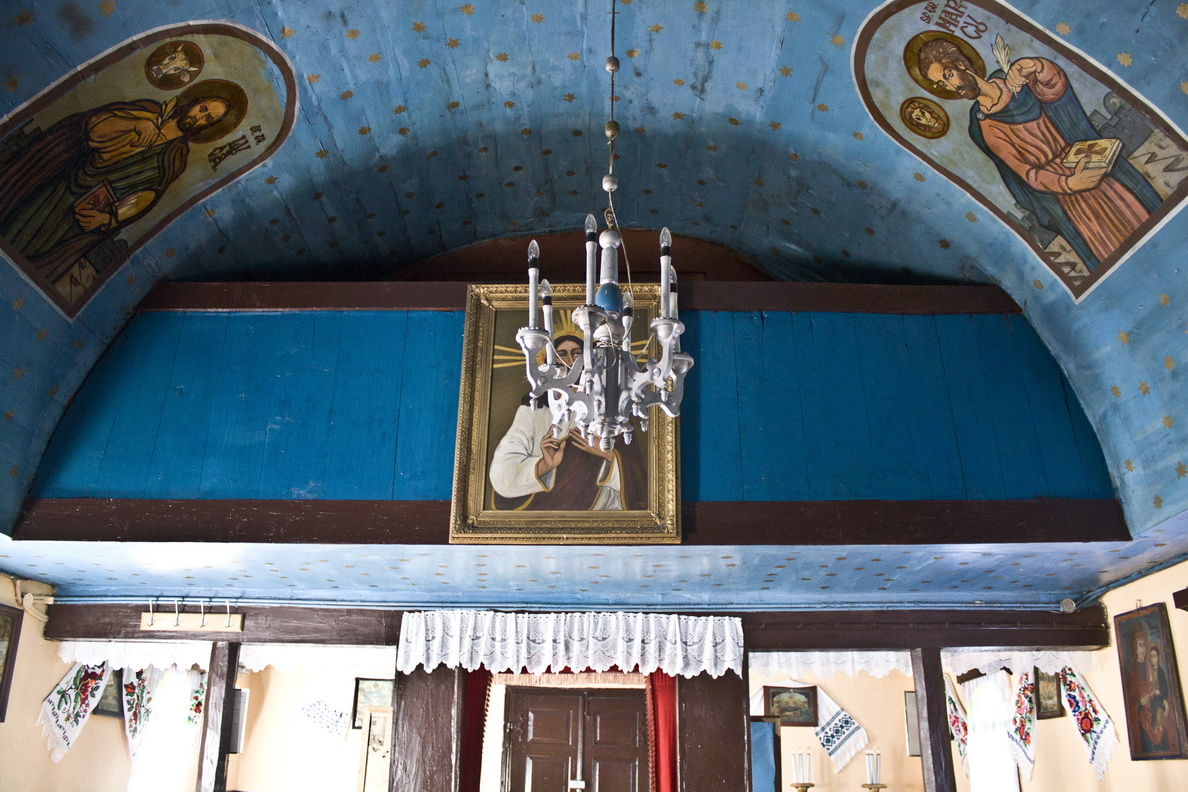
Corul
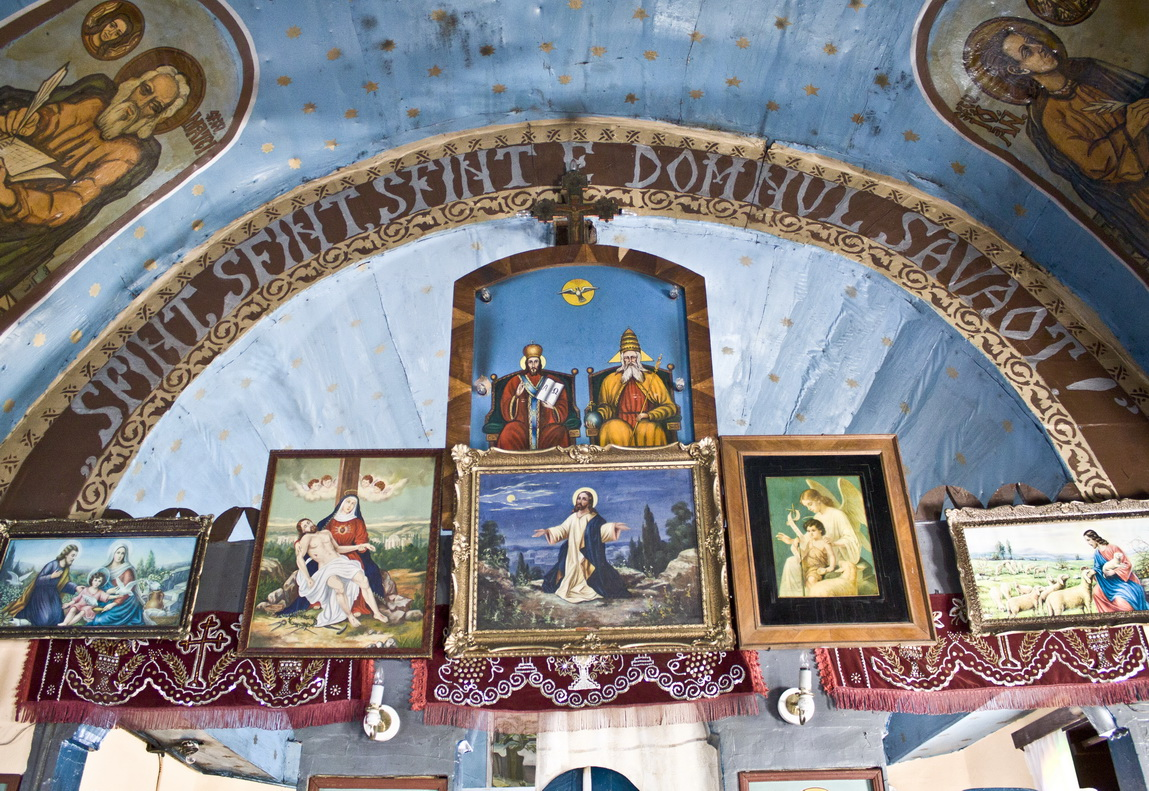
Partea superioară a iconostasului
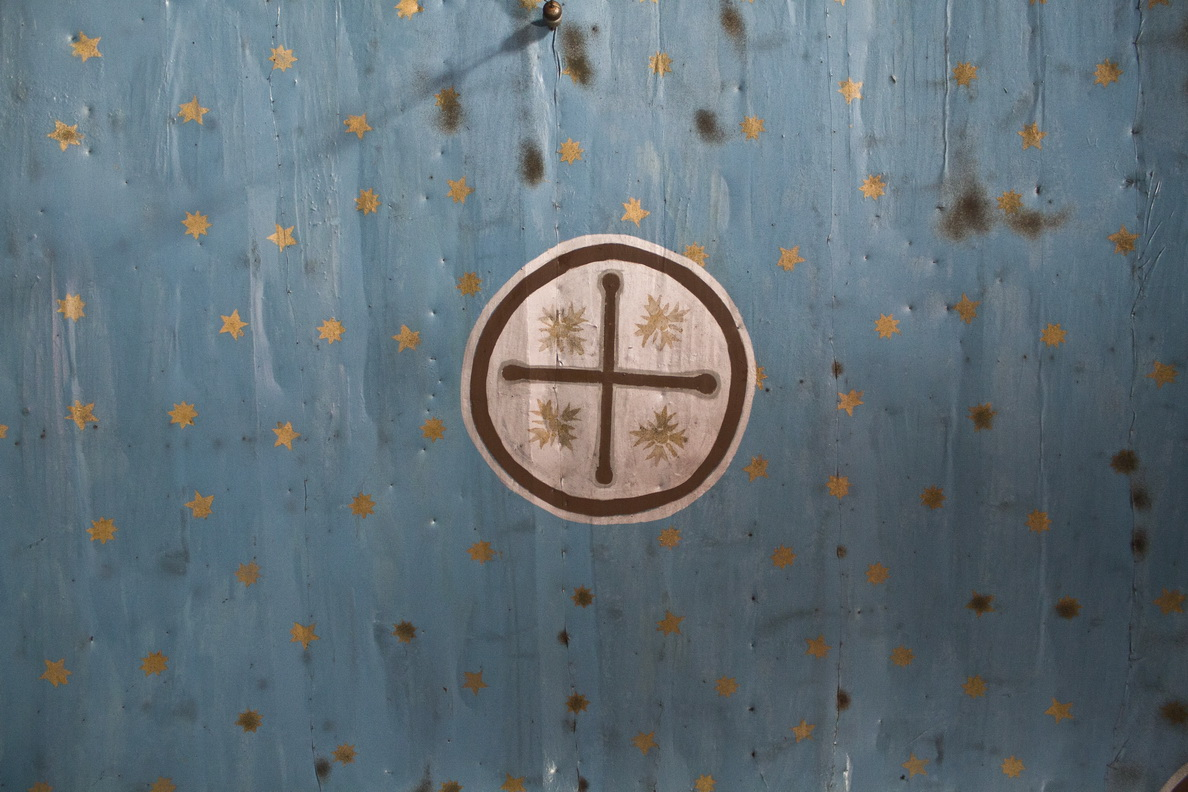
Pictura naosului. Bolta
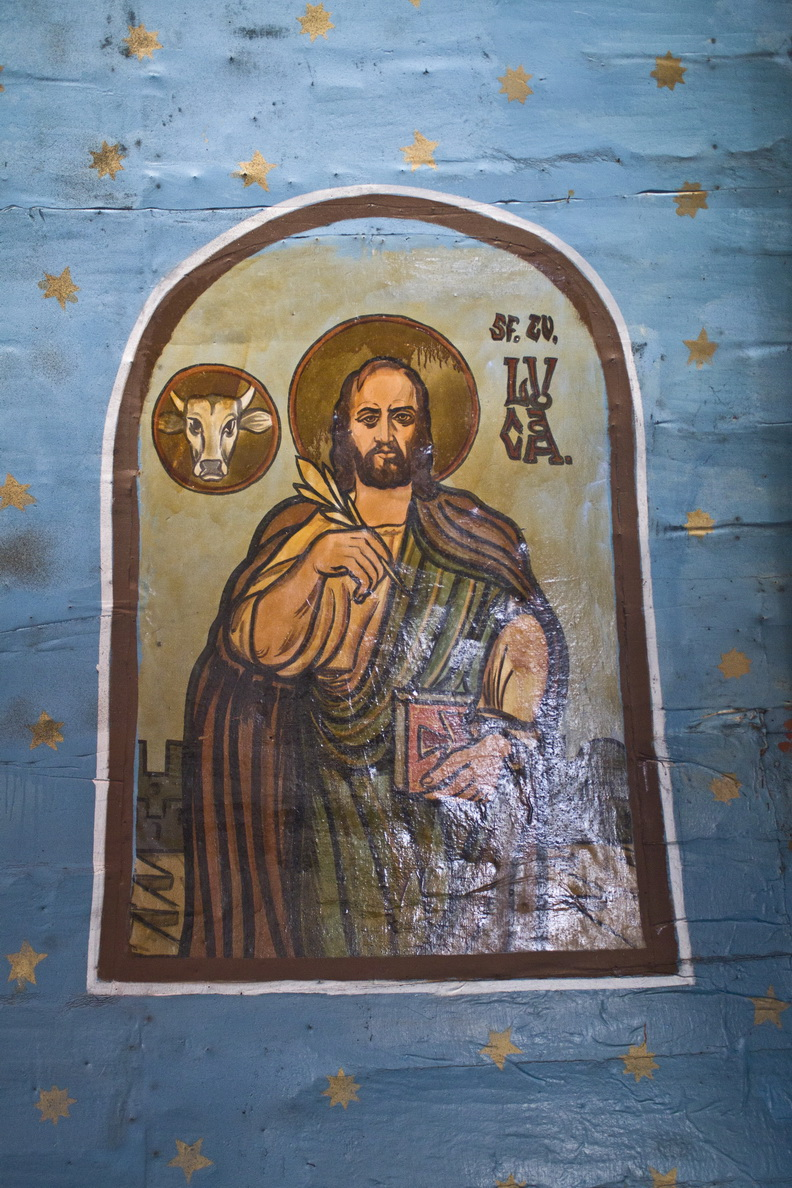
Pictura naosului. Sfântul Evanghelist Luca
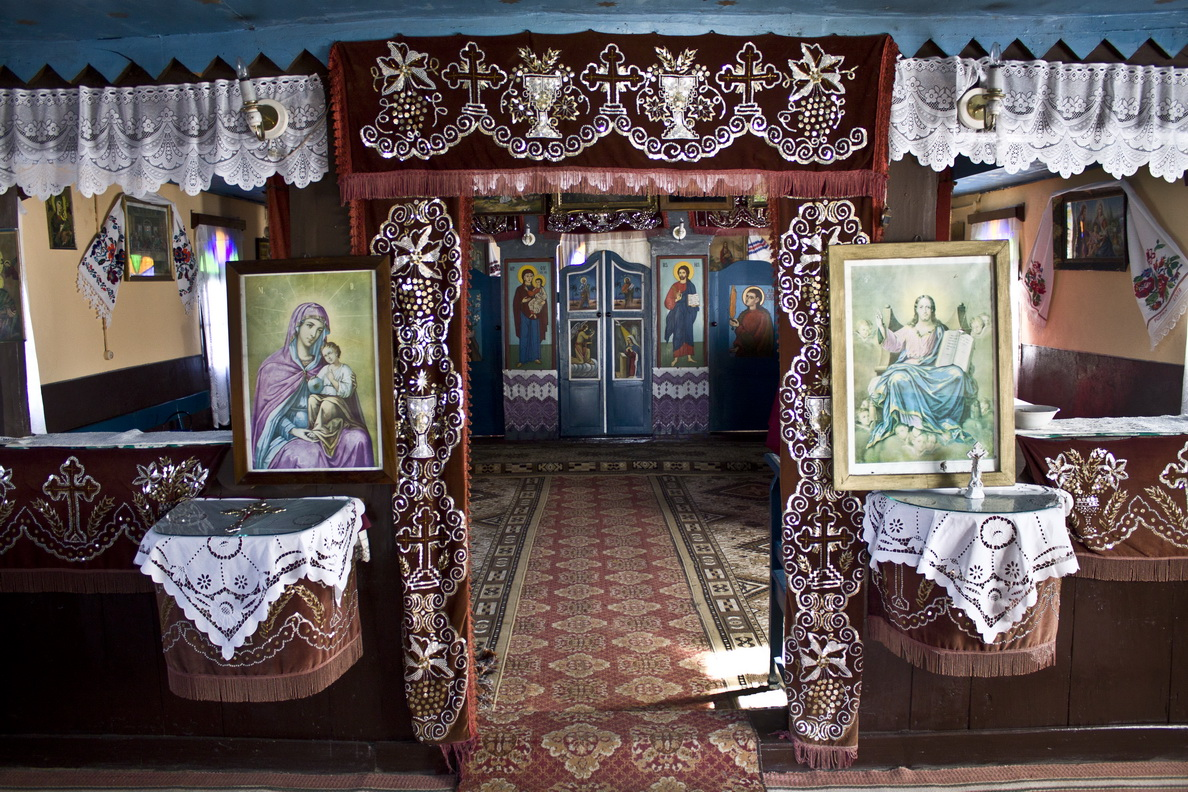
Trecerea din pronaos în naos
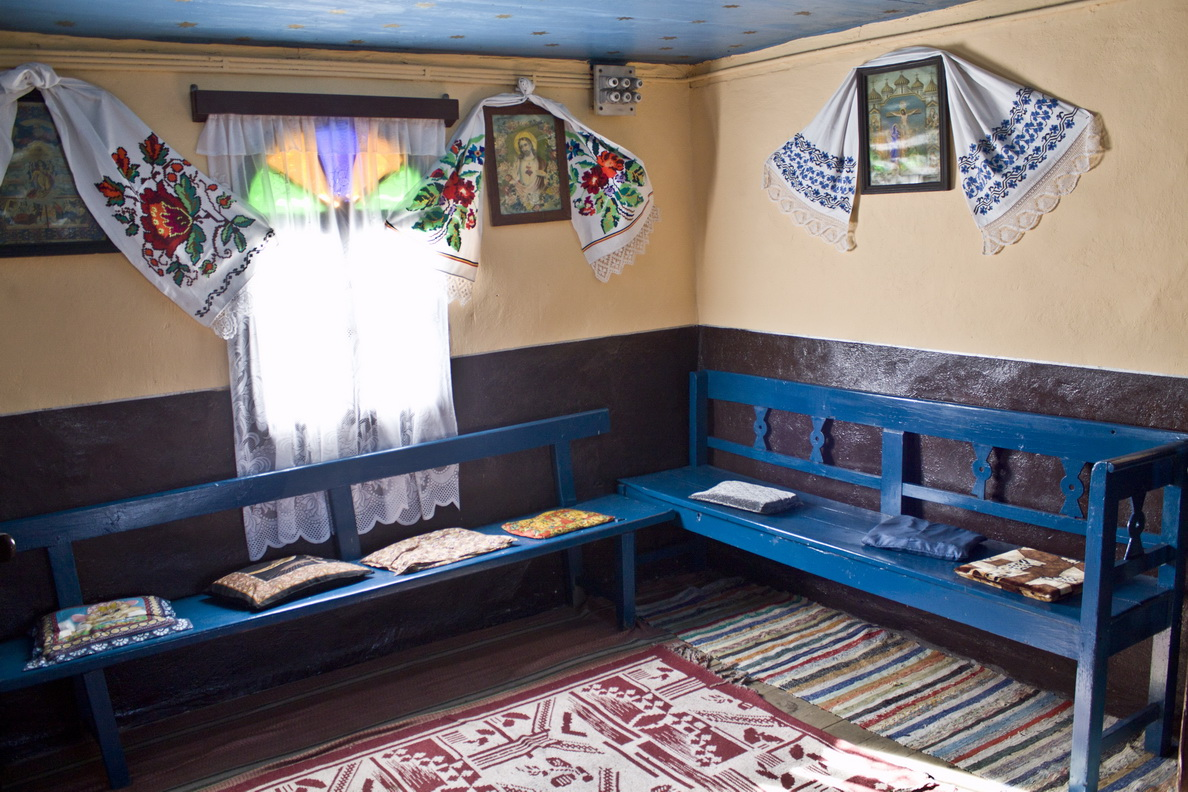
Pronaosul
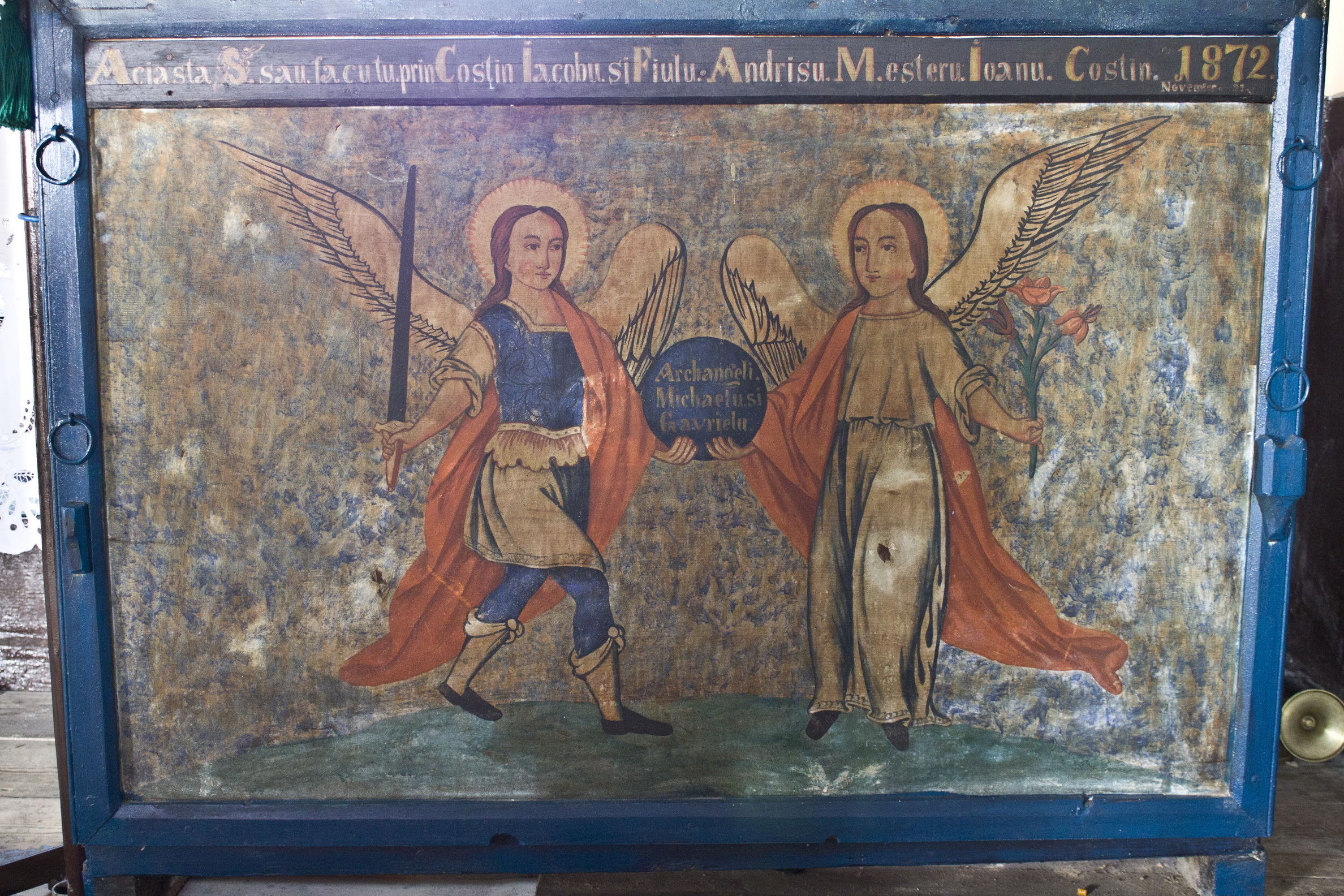
Strană
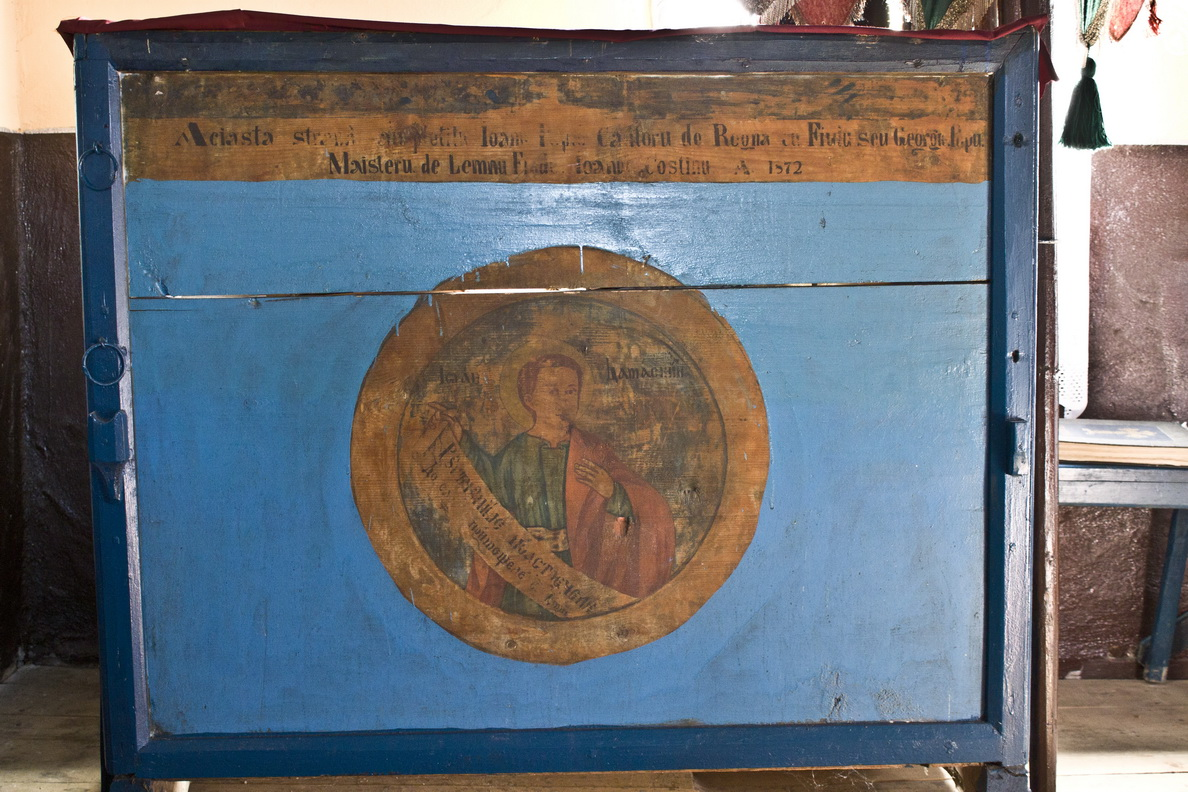
Strană
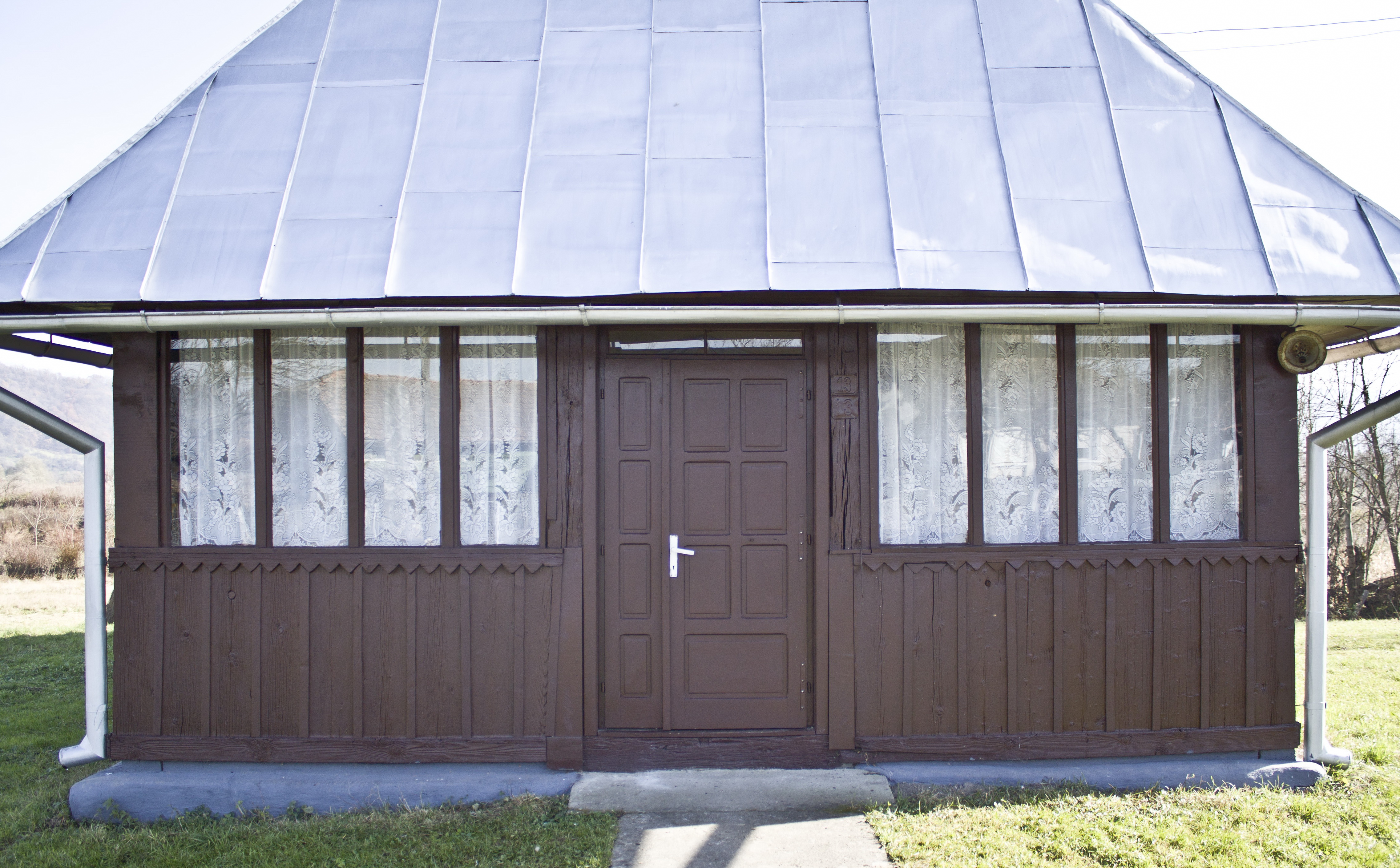
Pridvorul închis al bisericii
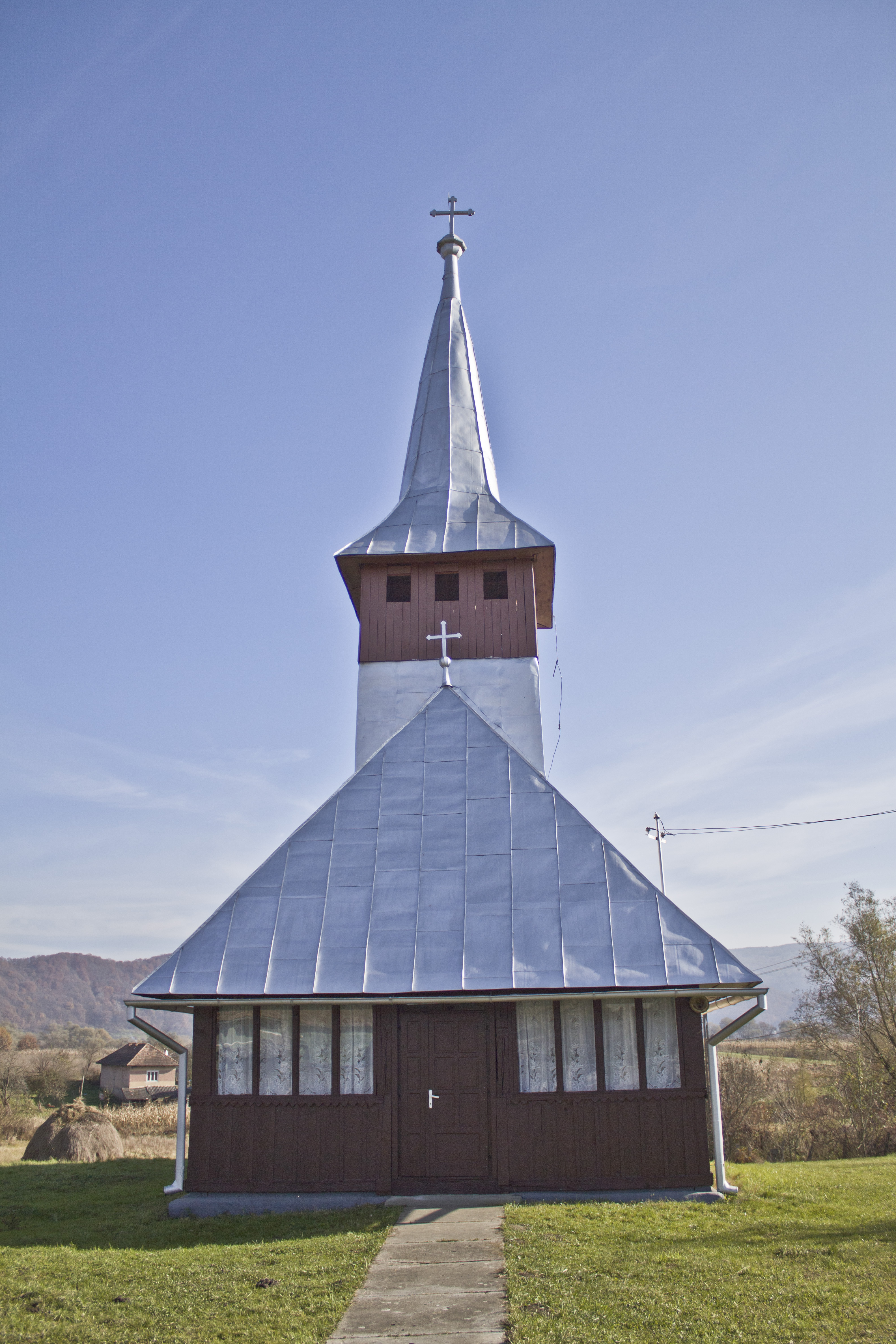
Biserica văzută din vest
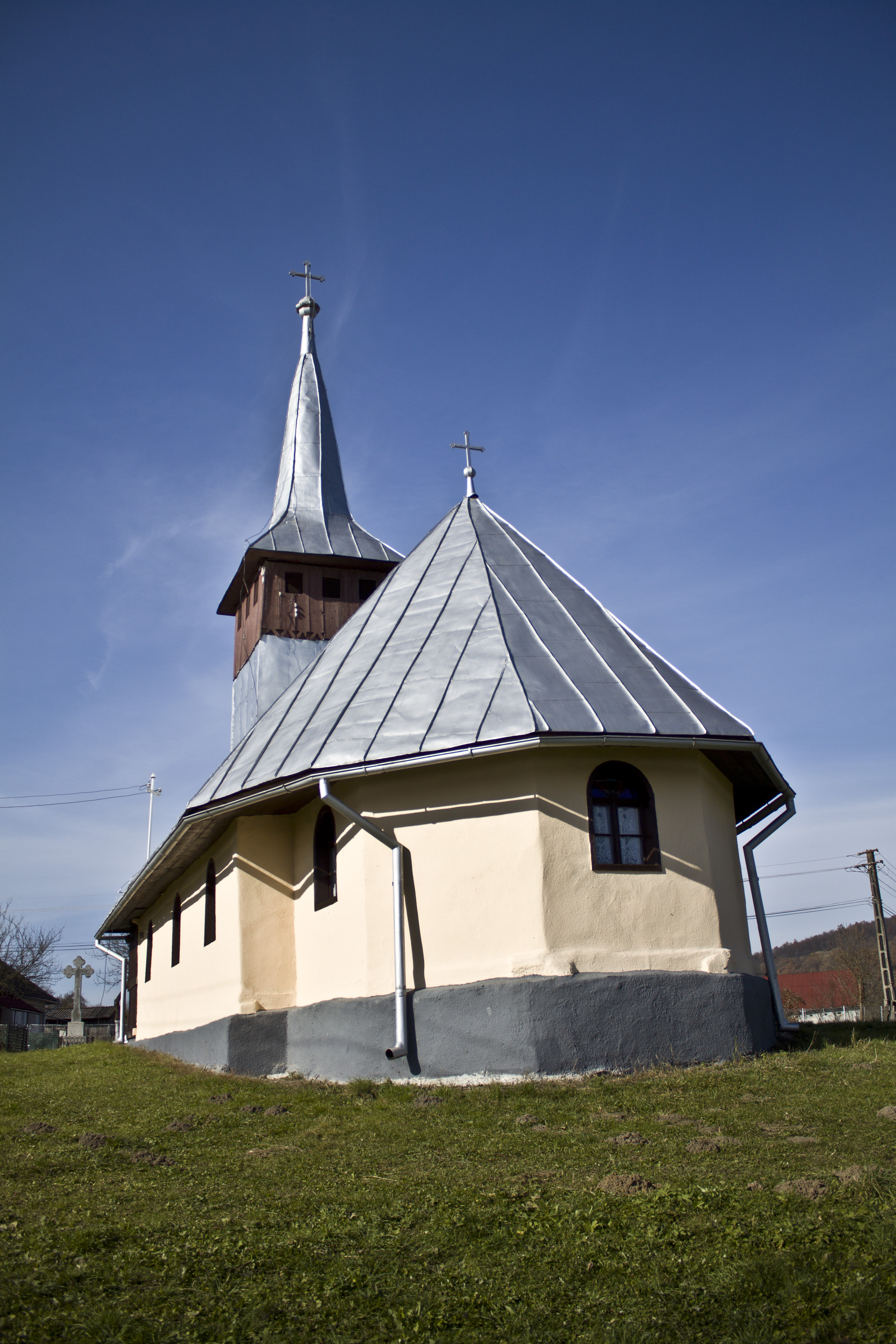
Vedere de ansamblu din sud-est
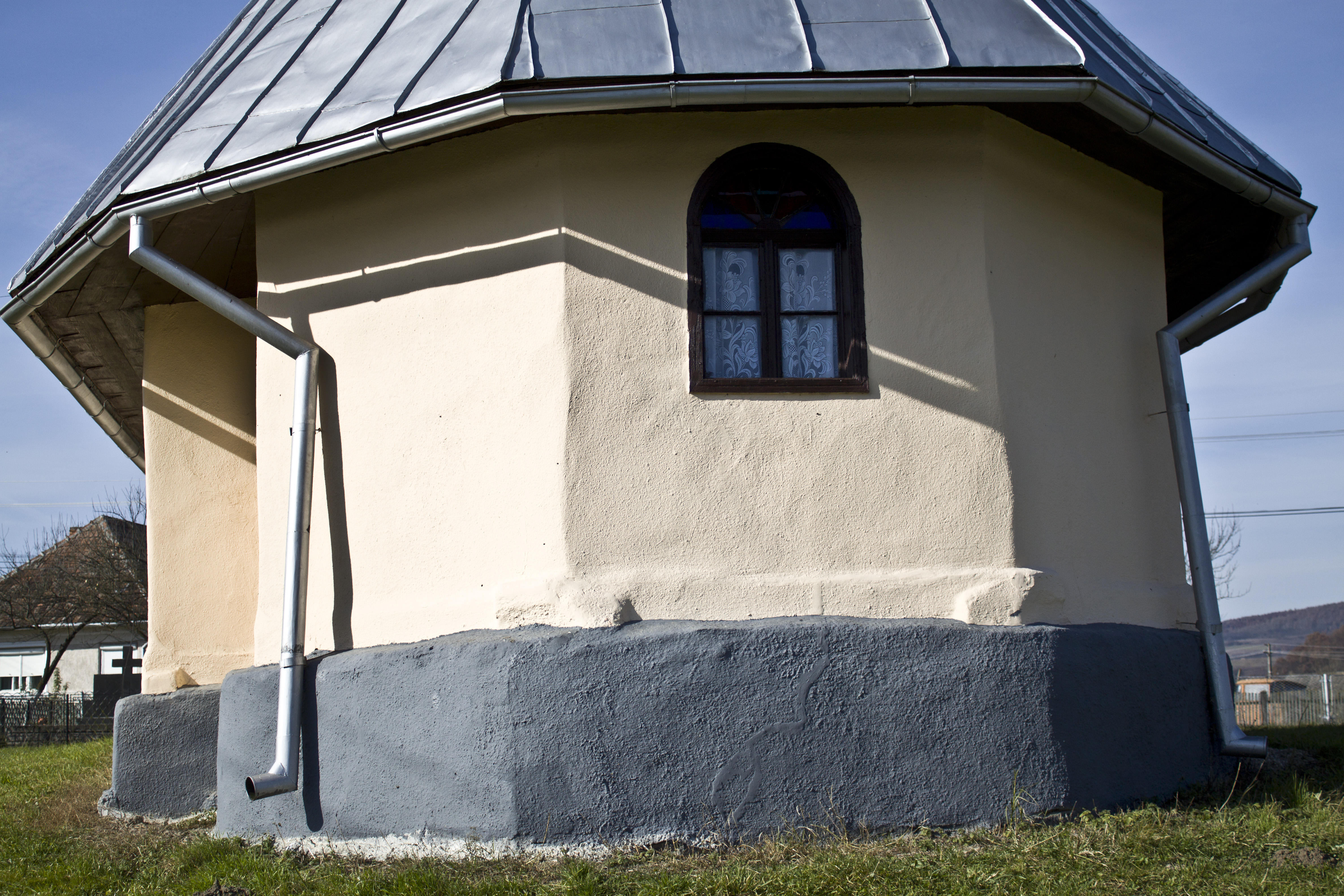
Absida altarului
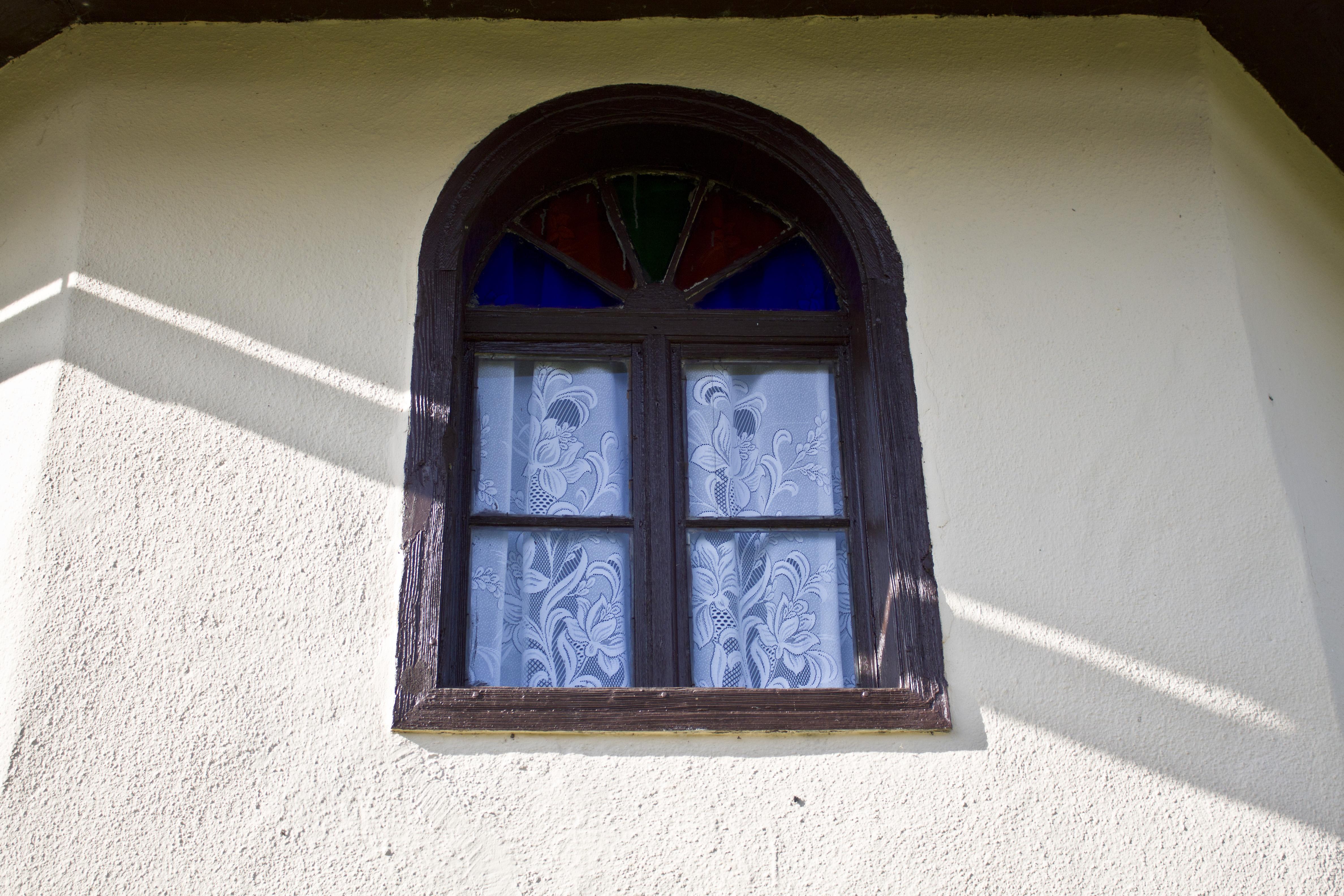
Fereastră
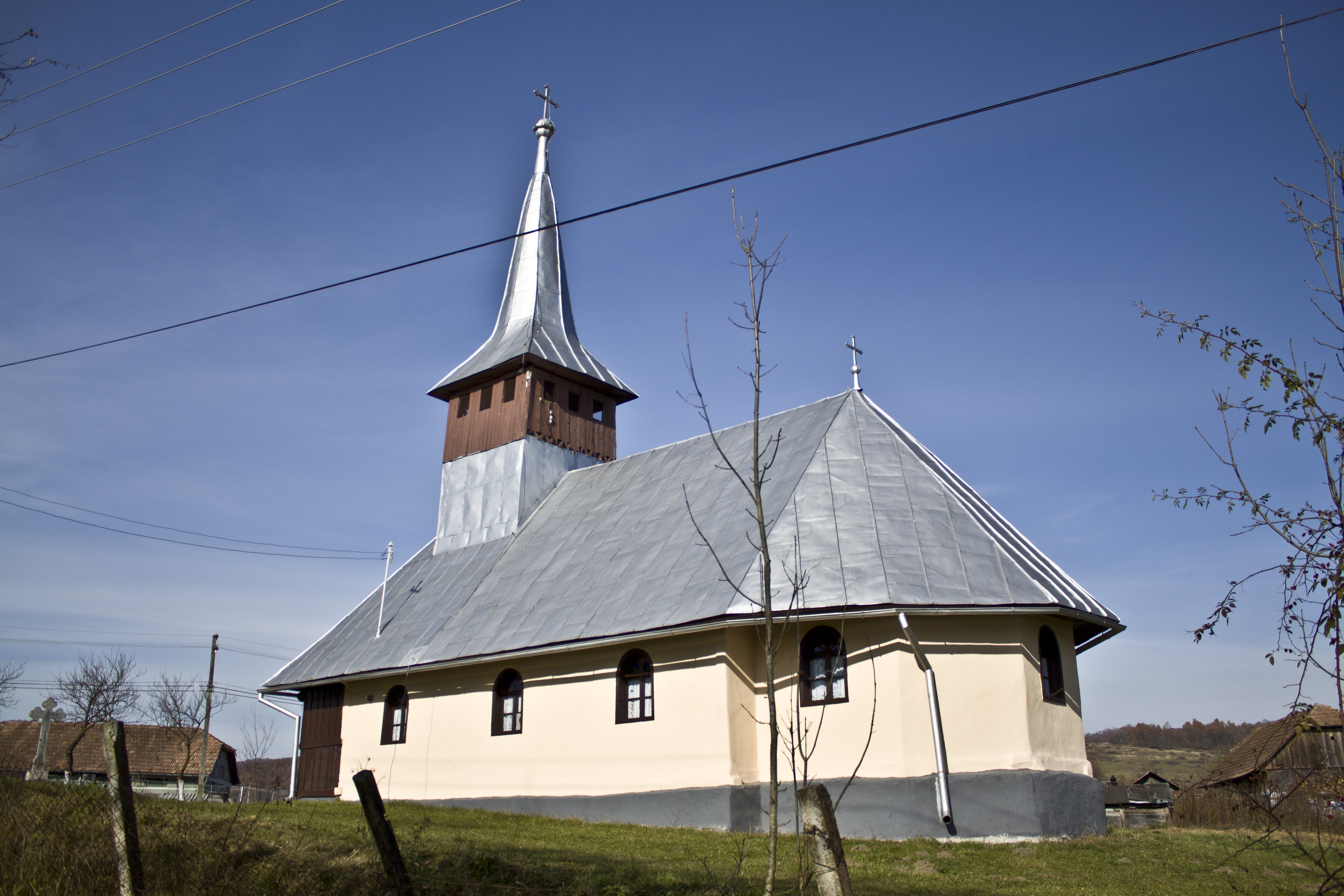
Latura de sud a bisericii, văzută din drum